# Проєктивний конус
Проєктивний конус (або просто конус) у проєктивній геометрії — об'єднання всіх прямих, які перетинають проєктивний підпростір {\displaystyle R} (вершину конуса) і довільну підмножину {\displaystyle A} (основу) деякого іншого підпростору {\displaystyle S}, що не перетинає {\displaystyle R}.
У випадку, коли {\displaystyle R} — одна точка, {\displaystyle S} — площина, {\displaystyle A} — конічний перетин на {\displaystyle S}, проєктивний конус є конічною поверхнею; звідси й назва.

## Визначення
Нехай X — проєктивний простір над деяким полем {\displaystyle K}, а {\displaystyle R}, {\displaystyle S} — неперетинні підпростори X. Нехай {\displaystyle A} — довільна підмножина {\displaystyle S}. Конус {\displaystyle RA} з вершиною {\displaystyle R} і основою {\displaystyle A} визначимо так:
- Якщо {\displaystyle A} порожня, {\displaystyle RA=A}.
- Якщо {\displaystyle A} не порожня, {\displaystyle RA} складається з усіх точок прямих, що з'єднують точку в {\displaystyle R} і точку в {\displaystyle A}.

## Властивості
- Оскільки {\displaystyle R} і {\displaystyle S} не перетинаються, з лінійної алгебри та визначення проєктивного простору можна зробити висновок, що кожна точка на {\displaystyle RA}, яка не є в {\displaystyle R} або {\displaystyle A}, міститься на рівно одній прямій, що з'єднує точку в {\displaystyle R} і точку в {\displaystyle A}.
- (RA) {\displaystyle \cap } S = A
- Якщо K — скінченне поле порядку q, то {\displaystyle |RA|} = {\displaystyle q^{r+1}}{\displaystyle |A|} + {\displaystyle {\frac {q^{r+1}-1}{q-1}}}, де {\displaystyle r=dim(R)}.